# Juwenali von Kursk
Juwenali (bürgerlich: Spiridon Alexejewitsch Tarassow, russisch Спиридон Алексеевич Тарасов; * 29. April 1929 in Bolschemetschetny (Большемечетный), Rajon Semikarakorsk; † 13. Januar 2013 in Kursk) war ein russisch-orthodoxer Metropolit von Kursk.
1949 trat er in das Priesterseminar in Saratow ein. Am 2. August 1953 empfing er durch den Metropoliten von Rostow, Benjamin (Fedtschenkow), die Diakonweihe auf den Namen Spiridon Tarassow und zwei Tage später die Priesterweihe. Nach Tätigkeit als Seelsorger wurde er 1958 Rektor der Himmelfahrtkapelle Schachty. 1966 beendete er sein Studium an der Moskauer Theologischen Akademie mit einem Diplom in Theologie. Am 26. Juni 1968 wurde er zum  Mönch auf den Namen Juwenali geweiht. Anfang 1970 wurde er Rektor der Kathedrale der Himmelfahrt in Pensa, Mitglied des Diözesanrates der Kirchen und Dekan. Im November 1975 wurde er in den Rang eines Archimandriten erhöht. 
Am 16. November 1975 wurde er in der Kathedrale des Alexander-Newski-Klosters durch den Metropoliten von Leningrad, Nikodemus (Rotow), zum Bischof  geweiht und zum Bischof von Woronesch und Lipezk bestimmt. Am 16. Juli 1982 wurde er zum Erzbischof von Irkutsk und Tschita ernannt. Am 26. Dezember 1984 erfolgte die Ernennung zum Erzbischof von Kursk und Belgorod.
Per Dekret Seiner Heiligkeit Alexius II., Patriarch von Moskau und der ganzen Rus und Oberhaupt der Russisch-Orthodoxen Kirche, wurde er am 25. Februar 2000 zum Metropoliten ernannt. Am 17. August 2004 gab die Heilige Synode dem gesundheitsbedingten Ruhestandsgesuch statt und es wurde ihm das Schima verliehen. 
Er war Ehrenbürger von Kursk und der Region Kursk und wurde mit vielen weiteren kirchlichen und staatlichen Auszeichnungen ausgezeichnet. 